# پزوتا اسپانیا
پزوتا (به اسپانیایی: Peseta) نام یکای پول رسمی کشور اسپانیا در میان سال‌های ۱۸۶۹ تا سال ۲۰۰۲ است. پِزُتا جایگزین رئال اسپانیا شد که از اواسط سده ۱۴ میلادی، واحد پول در اسپانیا بود.
پِزُتا همچنین، یکی از یکاهای پول رسمی کشور آندورا در کنار فرانک فرانسه نیز بود. نشان اختصاصی این یکای پول در داخل کشور، PT, PTS, PTAو PTAS بود که در دوران‌های مختلف مورد استفاده قرار می‌گرفت. تا سال ۱۹۹۹ ارزش این یکای پول برابر با ‎۱۶۶٫۳۸۶ Pts در برابر هر یک یورو بود.
طبق استاندارد ایزو ۴۲۱۷ یکای پول پزتا با علامت اختصاری ESP در معاملات جهانی نشان داده می‌شد.

## ریشه‌یابی نام
نام پزتا از نام peceta در زبان کاتالانی به معنی یکای کوچک برگرفته شده‌است.

## نگارخانه

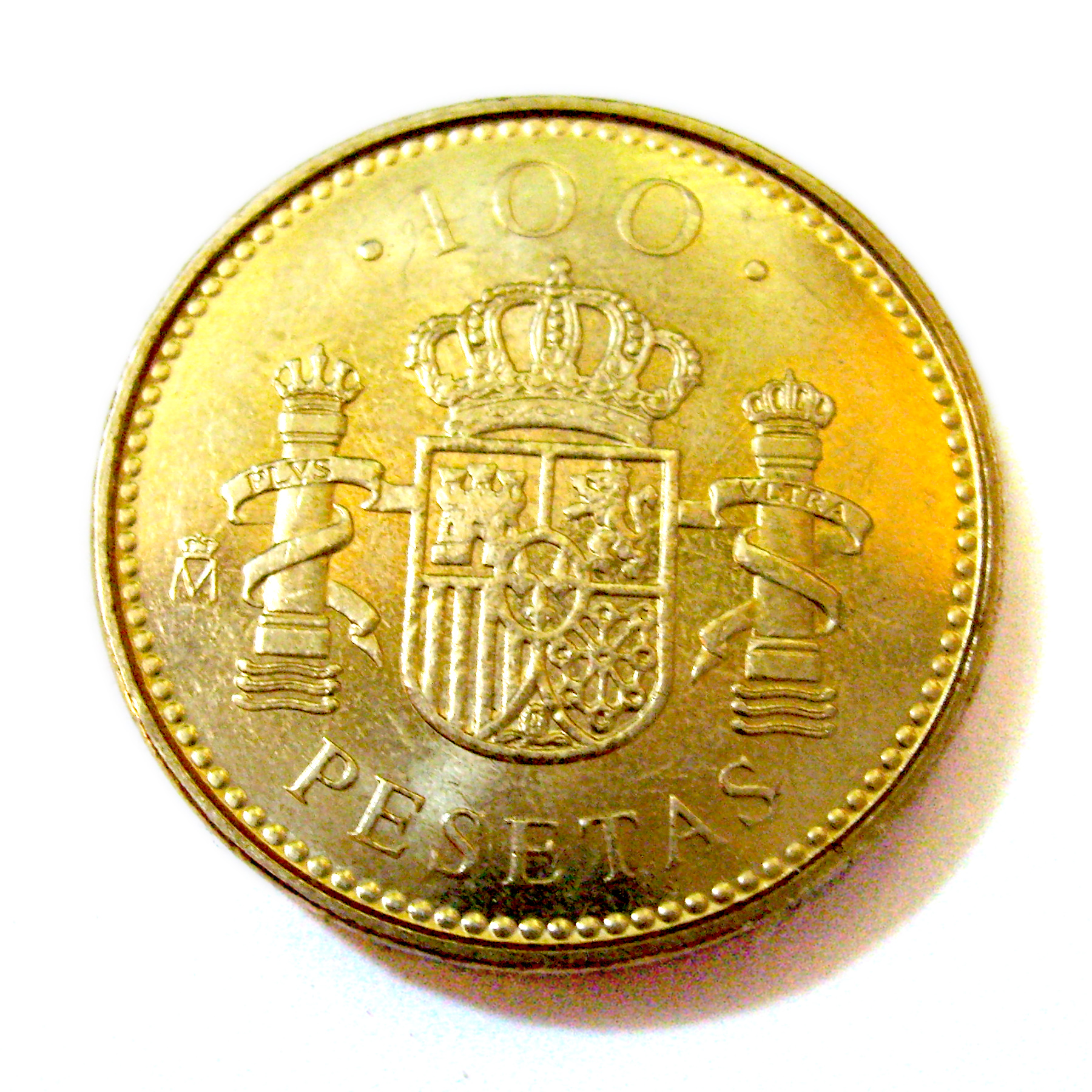
۱۰۰ پزتا
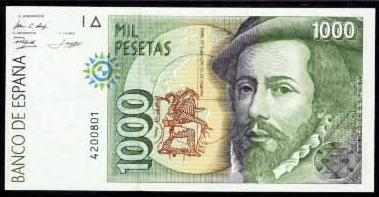
اسکناس ۱۰۰۰ پزتا
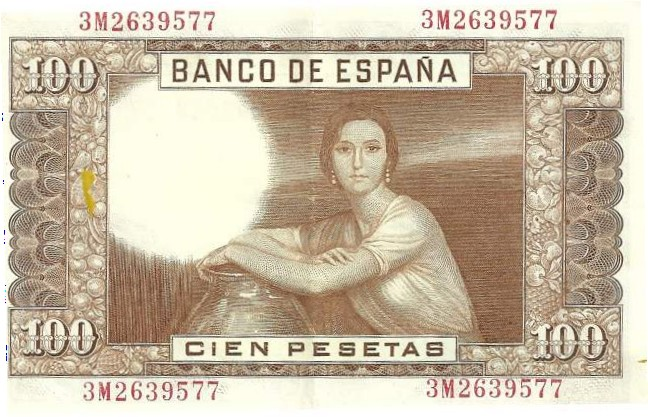
تابلوی لا فیوئنسانتا بر پشت اسکناس ۱۰۰ پزوتایی